# Kröpelin
Kröpelin é um município da Alemanha, situado no distrito de Rostock, no estado de Mecklemburgo-Pomerânia Ocidental. Tem 67,26 km² de área, e sua população em 2019 foi estimada em 4.752 habitantes.